# Сингуляризм
Сингуляри́зм — философское направление, в противоположность дуализму или плюрализму, выводящее все особенности мира и всё его многообразие из принципа монизма, разновидностью которого он является. Имеет две формы — материалистическую и спиритуалистическую.
Полемика сингуляризма упирается в проблему системности общества. Сингуляризм, или социальный атомизм, есть обычно простое выражение позитивизма, или точки зрения «здравого смысла», в социальной философии.